# Marchelino Mandagi
Marchelino Mandagi (sinh ngày 16 tháng 2 năm 1990 ở Tomohon) là một cầu thủ bóng đá người Indonesia hiện tại thi đấu cho Persiwa Wamena ở Indonesia Super League.

## Thống kê sự nghiệp câu lạc bộ
Tính đến 13 tháng 5 năm 2012.
| Thành tích câu lạc bộ | Thành tích câu lạc bộ    | Thành tích câu lạc bộ | Giải vô địch | Giải vô địch | Cúp             | Cúp             | Cúp Liên đoàn | Cúp Liên đoàn | Tổng cộng | Tổng cộng |
| Mùa giải              | Câu lạc bộ               | Giải vô địch          | Số trận      | Bàn thắng    | Số trận         | Bàn thắng       | Số trận       | Bàn thắng     | Số trận   | Bàn thắng |
| Indonesia             | Indonesia                | Indonesia             | Giải vô địch | Giải vô địch | Piala Indonesia | Piala Indonesia | Cúp Liên đoàn | Cúp Liên đoàn | Tổng cộng | Tổng cộng |
| --------------------- | ------------------------ | --------------------- | ------------ | ------------ | --------------- | --------------- | ------------- | ------------- | --------- | --------- |
| 2008–09               | Persisam Putra Samarinda | Premier Division      | 19           | 0            | -               | -               | -             | -             | 19        | 0         |
| 2009–10               | Bontang                  | Super League          | 14           | 1            | 5               | 0               | -             | -             | 19        | 1         |
| 2010–11               | Bontang                  | Super League          | 16           | 0            | -               | -               | -             | -             | 16        | 0         |
| 2011–12               | Persiwa Wamena           | Super League          | 13           | 0            | -               | -               | -             | -             | 13        | 0         |
| Tổng cộng             | Indonesia                | Indonesia             | 62           | 1            | 5               | 0               | -             | -             | 67        | 1         |
| Tổng cộng sự nghiệp   | Tổng cộng sự nghiệp      | Tổng cộng sự nghiệp   | 62           | 1            | 5               | 0               | -             | -             | 67        | 1         |

## Danh hiệu

### Danh hiệu câu lạc bộ
Persisam Putra Samarinda
- Premier Division (1): 2008–09